# Masdevallia virgo-rosea
Masdevallia virgo-rosea är en orkidéart som beskrevs av Buitr.-delg., N.Peláez och Gary Mey. Masdevallia virgo-rosea ingår i släktet Masdevallia och familjen orkidéer.
Artens utbredningsområde är Colombia. Inga underarter finns listade i Catalogue of Life.